# Парадокс воронів
Парадокс воронів (англ. Raven paradox), відомий також як парадокс Гемпеля (нім. Hempels paradox) або во́рони Гемпеля — логічний парадокс, сформульований німецьким математиком Карлом Густавом Гемпелем в 1940-х роках, для ілюстрації того, що індуктивна логіка іноді входить у протиріччя з інтуїцією.

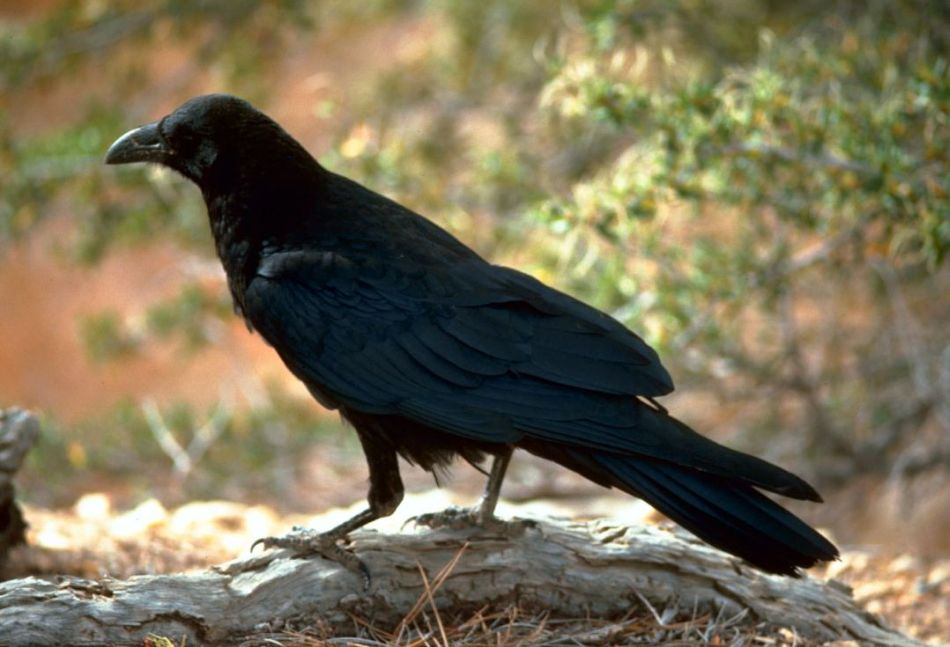
Чорний ворон

Гемпель описав цей парадокс таким чином. Нехай існує теорія, відповідно до якої всі ворони чорні. Відповідно до формальної логіки, ця теорія еквівалентна теорії, що всі предмети, які не є чорними, не є воронами. Якщо людина побачить багато чорних воронів, то її впевненість у тому, що ця теорія є правильною, збільшиться. Якщо ж вона побачить багато червоних яблук, то це збільшить її впевненість у тому, що всі не чорні предмети не є воронами, і, відповідно до вищесказаного, повинна також збільшитись і її впевненість у тому, що всі ворони чорні.
Але цей висновок суперечить інтуїтивному сприйняттю ситуації людиною — в реальному житті так не відбувається. Спостереження червоних яблук збільшить впевненість спостерігача в тому, що всі не чорні предмети не є воронами, але при цьому не збільшить його впевненість у тому, що всі ворони чорні.
Найбільш поширений метод розв'язання цього парадоксу полягає в застосуванні теореми Баєса, яка співвідносить умовну та граничну ймовірність стохастичних подій.

## Принцип індукції
Принцип індукції стверджує, що:

Спостереження явища Х, яке відповідає теорії Т, збільшує ймовірність того, що теорія Т істинна.

Індуктивні умовиводи широко застосовуються в науці. Думка про істинність багатьох наукових законів (таких, як, наприклад, закони руху Ньютона або закон всесвітнього тяжіння) базується на тому, що численні спостереження підтверджують їхню істинність, в той час як не існує спостережень, які суперечили б цим законам (в тих умовах, де ці закони повинні бути застосовні згідно з теорією).
У парадоксі чорних воронів перевіряється (виступає як «закон») твердження «Всі ворони чорні». Оскільки це твердження еквівалентне твердженню «Всі предмети, які не є чорними, не є воронами», а ймовірність істинності останнього повинна, згідно з принципом індукції, збільшуватися при спостереженні будь-яких не чорних предметів, які не є воронами, то виходить, що спостереження червоних яблук повинно збільшувати ймовірність того, що всі ворони чорні.

## Пропоновані розв'язання

Не чорні предмети, які не є воронами

Джерело парадоксу лежить у тому факті, що хоча твердження «Всі ворони чорні» і «Всі предмети, які не є чорними, не є воронами», безсумнівно, еквівалентні, дія по знаходженню чорного ворона не має нічого спільного з дією по знаходженню не чорного предмета, який не є вороном. Тому в реальному житті спостереження червоних яблук не впливає на впевненість в істинності твердження «Всі ворони чорні».
Філософи пропонували кілька способів вирішення цього парадоксу. Наприклад, американський логік Нельсон Гудман пропонував доповнити індуктивну логіку обмеженням, згідно з яким явище не повинно розглядатися як таке, що підтримує теорію «Всі {\displaystyle P} є {\displaystyle Q}», якщо воно також підтримує теорію «Жодне з того, що не {\displaystyle Q}, не є {\displaystyle P}».
Інші філософи ставили під сумнів еквівалентність двох тверджень стосовно до індуктивних умовиводів. У цій концепції спостереження червоних яблук збільшує впевненість у тому, що всі не чорні предмети не є воронами, без збільшення впевненості в тому, що всі ворони чорні. Однак у класичній логіці, якщо спостерігач знає, що два твердження або одночасно вірні, або одночасно помилкові, він не може вважати одне з них більш відповідним істині, ніж інше.
Гудман, а потім і інший філософ, Віллард Квайн, пропонували концепцію так званих проективних і непроективних предикатів. Твердження, які допускають узагальнення за допомогою індуктивної логіки (такі, як «Всі ворони чорні»), вони називали проективними предикатами, а твердження, до яких індуктивна логіка незастосовна (наприклад, «Всі не чорні предмети не є воронами» ) — не проективні. Куайн пропонував визначати, які з предикатів є проективними, а які ні, на основі досвіду і здорового глузду. Він вказував також, що не проективні предикати не можуть підтверджуватися безпосереднім спостереженням описуваних у них явищ, але підтверджуються спостереженням явищ, описуваних проективними предикатами, еквівалентних вихідним. У цій концепції спостереження не чорного яблука не збільшує ймовірність не тільки того, що всі ворони чорні, але й того, що всі нечорні предмети не є воронами; замість цього обидва твердження підтверджуються тільки спостереженням чорних воронів.

## Використання теореми Байєса
Альтернативою використанню принципу індукції є застосування теореми Байєса, яка є однією з фундаментальних теорем в теорії ймовірностей і математичній статистиці.
Нехай X — явище, яке підтверджує теорію T, і нехай I — наші знання про навколишнє оточення, окрім самого явища X.

Нехай {\displaystyle \mathbb {P} (T\mid XI)} — ймовірність того, що теорія T вірна, за умови, що відомо, що X та I вірні.
Тоді
{\displaystyle \mathbb {P} (T\mid XI)={\frac {\mathbb {P} (T\mid I)\cdot \mathbb {P} (X\mid TI)}{\mathbb {P} (X\mid I)}}}
де {\displaystyle \mathbb {P} (T\mid I)} — ймовірність того, що теорія T вірна, за умови, що тільки про I відомо, що воно вірне; {\displaystyle \mathbb {P} (X\mid TI)} — ймовірність того, що X вірно, за умови, що про T і I відомо, що вони вірні; та {\displaystyle \mathbb {P} (X\mid I)} — ймовірність того, що X вірно, за умови, що тільки про I відомо, що воно вірне.
При використанні цієї теореми парадокс не з'являється. Якщо спостерігач вибирає яблуко випадковим чином, то ймовірність побачити червоне яблуко ( X) не залежить від того, чи є всі ворони чорними чи ні ( T). Друга частина чисельника буде дорівнювати знаменнику, і ймовірність вибрати червоне яблуко не зміниться {\displaystyle \mathbb {P} (X\mid TI)=\mathbb {P} (X\mid I)}. Спостереження X та теорія T не пов'язані, і спостереження червоного яблука не збільшить впевненості в тому, що всі ворони чорні.
Розглянемо другий варіант застосування теореми Байєса. Якщо спостерігач вибирає випадковим чином який-небудь не чорний предмет, і він виявиться яблуком, то друга частина чисельника буде більша від знаменника лише на дуже малу величину {\displaystyle \mathbb {P} (X\mid TI)=\mathbb {P} (X\mid I)+\varepsilon }. У цьому сценарії спостереження червоного яблука збільшить імовірність того, що всі ворони чорні, але дуже незначно. Чим більше не чорних предметів ми будемо спостерігати, не знаходячи серед них воронів, тим більше буде наша впевненість у тому, що всі ворони чорні, але темпи зростання цієї впевненості будуть настільки малі, що не будуть відчуватися інтуїтивно. У граничному ж випадку, якби спостерігач міг побачити всі не чорні предмети у Всесвіті і не знайти серед них воронів, то він, очевидно, переконався б у тому, що всі ворони чорні.